# Hannah van Wijngaarden
Johanna Cornelia (Hannah) van Wijngaarden (Zaandam, 17 december 1943) is een voormalig GroenLinks politica.
Van Wijngaarden heeft een uitgebreide levensloop. Tussen 1956 en 1958 bezocht zij de huishoudschool. Zo werkte zij tussen 1959 en 1962 als kok, om in 1962 modinette te worden bij een mantel-atelier. In 1964 trouwde ze en werd ze huisvrouw. In 1975 werkte zij als freelancer onder andere als docent handvaardigheid, als trainer voor Vrouwen Oriënteren zich in de Samenleving en als voorlichter bij Milieudefensie, daarna werd ze project-docente geschiedenis. Daarnaast deed zij de MAVO en de lerarenopleiding geschiedenis. Zij schreef een lessenpakket "Vrouwen in de Middeleeuwen". Tussen 1990 en 1991 was zij parttime metrobestuurder bij het GVB.
In 1985 werd zij lid van de Pacifistisch Socialistische Partij, waarvoor zij onder andere in het bestuur van het wetenschappelijk bureau en van het Scholings- en Vormingsinstituut zitting had. In 1987 werd zij lid van het partijbestuur van de PSP, om in 1990 over te stappen naar GroenLinks waarin de PSP gefuseerd was, daar hield zij zich bezig met de feminisering van GroenLinks. In 1991 werd zij verkozen tot de Eerste Kamer. Tijdens haar kamerlidmaatschap was zij voorzitter van het vrouwenoverleg van het GVB en lid van het bestuur van Medisch-sociale Dienst Heroïne Gebruikers, ook wel de Junkiebond. In de Kamer was zij woordvoerster ontwikkelingssamenwerking, onderwijs, defensie en volksgezondheid en welzijn. In 1993 werd zij daarnaast voorzitster van het Kamerbreed Vrouwenoverleg. In 1995 keerde zij niet terug de Kamer.
- Parlement.com: vg09llpdhhzw